# Рајнхард Шер
Рајнхард Шер (Обернкирхен, 30. септембар 1863 — Марктредвиц, 26. новембар 1928) је био вицеадмирал немачке морнарице. Командовао је Флотом Високог мора немачке Царске морнарице у бици код Јиланда, једној од највећих поморских битака у историји.

## Биографија
Шер је рођен у Обернкирхену у Немачкој. Приступио је морнарици 1879. године, поморски капетан је постао 1905, а контраадмирал 1910. године. Као поборник строге дисциплине, Шер је у морнарици био познат под надимком „Човек са гвозденом маском“ због свог строгог држања.
Шер је постао главнокомандујући немачке флоте у јануару 1916. године. 30. маја повео је флоту у битку код Јиланда. Иако није поразио британску Краљевску морнарицу, успешно је избегао уништење своје флоте од стране бројчано надмоћније Краљевске морнарице, а његови бродови су нанели тешке губитке Британцима. Немачки цар Вилхелм II му је за вођство флоте код Јиланда понудио титулу витеза, али је он ту понуду одбио (његов подређени у бици, вицеадмирал Франц фон Хипер који је командовао бојним крсташима није одбио понуду, и постао је Франц Ритер фон Хипер). После битке, Шер више није веровао да немачка флота може поразити Британце на мору, те је постао заговорник подморничког рата против Велике Британије.
Пензиониосао се 1918. године након побуне на Килу и револуције која је уследила у Немачкој.
1899. године је оженио Емили Мор, која је убијена 9. октобра 1920. године.
Шерови мемоари „Немачка Висока Флота у Светском рату“ су 1920. године објављени на енглеском језику.
1928. Шер је прихватио позив да посети старог супарника из битке код Јиланда, адмирала Џона Џеликоа у Уједињеном Краљевству, али је преминуо непосредно пред пут, у Марктредвицу. Сахрањен је у Вајмару. На његовом надгробном споменику налазе се само датуми рођења и смрти, и једна једина реч – „Скагерак“.
| чин                  | датум          |
| -------------------- | -------------- |
| Кадет                | април 1879.    |
| Поморски кадет       | јун 1880.      |
| Поморски поручник    | новембар 1882. |
| Поморски натпоручник | децембар 1885. |
| Капетан поручник     | април 1893.    |
| Капетан корвете      | април 1900.    |
| Капетан фрегате      | јануар 1904.   |
| Поморски капетан     | март 1905.     |
| Контра-адмирал       | јануар 1910.   |
| Вице-адмирал         | децембар 1913. |
| Адмирал              | јун 1916.      |
| Пензија              | децембар 1918. |